# Niger az olimpiai játékokon
Niger 1964-ben vett részt első alkalommal az olimpiai játékokon, és azóta minden nyári sportünnepre küldött sportolókat, kivéve 1976-ban és 1980-ban, de sosem szerepelt még a téli olimpiai játékokon.
A Nigeri Nemzeti Olimpiai és Sportbizottság 1964-ben alakult meg, a NOB még abban az évben felvette tagjai közé.

## Érmesek
| Érem  | Név                   | Olimpia              | Sport     | Versenyszám        |
| ----- | --------------------- | -------------------- | --------- | ------------------ |
| Bronz | Issaka Daboré         | 1972, München        | Ökölvívás | Férfi kisváltósúly |
| Ezüst | Abdoul Razak Issoufou | 2016, Rio de Janeiro | Taekwondo | Férfi +80 kg       |

## Éremtáblázatok

### Érmek a nyári olimpiai játékokon
| Olimpia              | Arany          | Ezüst          | Bronz          | Összesen       |
| 1964, Tokió          | 0              | 0              | 0              | 0              |
| 1968, Mexikóváros    | 0              | 0              | 0              | 0              |
| 1972, München        | 0              | 0              | 1              | 1              |
| 1976, Montréal       | nem vett részt | nem vett részt | nem vett részt | nem vett részt |
| 1980, Moszkva        | nem vett részt | nem vett részt | nem vett részt | nem vett részt |
| 1984, Los Angeles    | 0              | 0              | 0              | 0              |
| 1988, Szöul          | 0              | 0              | 0              | 0              |
| 1992, Barcelona      | 0              | 0              | 0              | 0              |
| 1996, Atlanta        | 0              | 0              | 0              | 0              |
| 2000, Sydney         | 0              | 0              | 0              | 0              |
| 2004, Athén          | 0              | 0              | 0              | 0              |
| 2008, Peking         | 0              | 0              | 0              | 0              |
| 2012, London         | 0              | 0              | 0              | 0              |
| 2016, Rio de Janeiro | 0              | 1              | 0              | 1              |
| 2020, Tokió          | 0              | 0              | 0              | 0              |
| 2024, Párizs         | 0              | 0              | 0              | 0              |
| Összesen             | 0              | 1              | 1              | 2              |

## Érmek sportáganként

### Érmek a nyári olimpiai játékokon sportáganként
| Niger érmei a nyári olimpiai játékokon sportáganként | Niger érmei a nyári olimpiai játékokon sportáganként | Niger érmei a nyári olimpiai játékokon sportáganként | Niger érmei a nyári olimpiai játékokon sportáganként | Az olimpiai zászlaja |

| Sportág   | Arany | Ezüst | Bronz | Összesen |
| --------- | ----- | ----- | ----- | -------- |
| Taekwondo | 0     | 1     | 0     | 1        |
| Ökölvívás | 0     | 0     | 1     | 1        |
| Összesen  | 0     | 1     | 1     | 2        |